# Делор де Глеон, Жан-Франсуа
Жан-Франсуа Делор де Глеон (фр. Jean-François Delort de Gléon; 1769—1812) — французский военный деятель, бригадный генерал (1812 год), барон (1810 год), участник революционных и наполеоновских войн.

## Биография
Родился в семье Пьера Делора (фр. Pierre Delort; ок.1739—1819) и его супруги Марии Комб (фр. Marie Anne Combes; 1741—1794). Начал военную службу 12 января 1792 года в звании младшего лейтенанта 31-го пехотного полка, и был частью лагерей Жалеса, составивших основу Итальянской армии. Отличился в первом бою при Жилетте 17 октября 1793 года против австрийцев, которые были полностью разбиты. С февраля 1794 года служил в штабе Альпийской армии. 13 июня 1795 года произведён в полковники штаба. С 18 марта 1796 года, после роспуска Альпийской армии, оставался без служебного назначения. Вернувшись в строй, под началом генерала Лефевра, участвовал в государственном перевороте 18 брюмера и был назначен председателем 2-го военного совета Парижа.
28 марта 1800 года возвратился к активной службе и 10 апреля был назначен начальником штаба дивизии в составе Резервной армии, затем сражался в рядах Итальянской армии. 7 июня 1803 года был назначен комендантом Гави и Савоны. 15 сентября 1805 года вернулся в Итальянскую армию маршала Массена, и 7 октября получил должность начальника штаба 2-й пехотной дивизии. 31 декабря перешёл в 1-ю пехотную дивизию генерала Партуно и принимал участие в блокаде Венеции. С 1806 года служил в Армии Неаполя.
С 31 января по 4 марта 1807 года выполнял функцию начальника штаба 1-й пехотной дивизии Сент-Илера 4-го армейского корпуса Великой Армии, участвовал в Польской кампании. 3 февраля отличился при взятии моста в Бергфиде, 6 февраля в сражении при Гофе и 8 февраля при Эйлау. С июля 1807 года был комендантом главного депо 4-го корпуса во Франкфурте-на-Одере.
1 января 1809 года стал начальник штаба прославленной 1-й пехотной дивизии генерала Морана в Рейнской армии. Участвовал в Австрийской кампании 1809 года и Русской кампании 1812 года. Сражался при Абенсберге, Ландсхуте, Ваграме, Смоленске и Бородино. 23 сентября 1812 года был произведён Наполеоном в бригадные генералы. Убит в бою у Ковенских ворот в Вильно 10 декабря 1812 года в возрасте 43 лет.

## Воинские звания
- Младший лейтенант (12 января 1792 года);
- Лейтенант (14 марта 1793 года);
- Командир батальона (27 сентября 1793 года);
- Полковник штаба (13 июня 1795 года);
- Бригадный генерал (23 сентября 1812 года).

## Титулы
- Барон Делор де Глеон и Империи (фр. baron Delort de Gléon et de l'Empire; декрет от 15 августа 1809 года, патент подтверждён 14 апреля 1810 года в Компьене)[2][3].

## Награды
Легионер ордена Почётного легиона (11 декабря 1803 года)
 Офицер ордена Почётного легиона (14 июня 1804 года)